# Buick Grand National

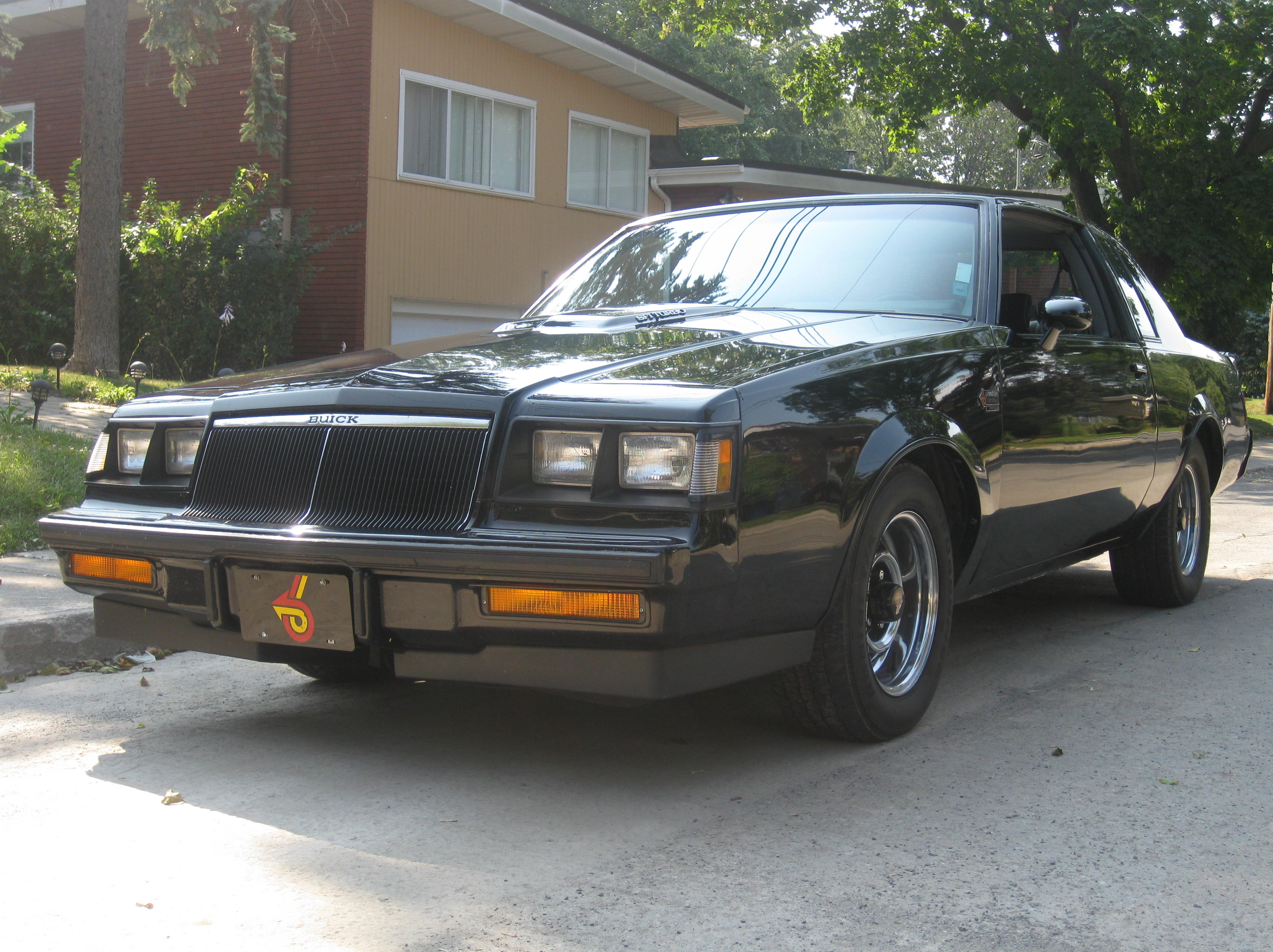
1986 Buick Grand National

Le nom de Buick Grand National est apparu en 1982 sur une édition spéciale du modèle Buick Regal. Le nom venait d'une série de courses à laquelle Buick participait. La plupart des Regal Grand National 1982 n'avaient pas le moteur V6 turbo de 3,8 l, bien que celui-ci fût disponible en option.
Après deux années d'absence, le modèle Grand National a été réintroduit dans la gamme Buick. Le moteur V6 Turbo à injection essence faisait désormais partie de l'équipement standard. Il développait 200 ch et 300 N m de couple. L'extérieur de la voiture était peint de série en noir, sans aucun autre choix de coloris.
En 1986, le moteur turbo était plus puissant et atteignait 235 ch à 4 400 tr/min en raison de l'ajout d'un intercooler (échangeur d'air) pour le turbocompresseur, un collecteur d'admission plénum ouvert, puis de calculateurs retravaillés. Il fournissait un couple 330 N m à 2 800 tr/min.
En 1987, en raison de la fin de production de la Grand National, Buick a décidé de commercialiser un modèle collector de la Regal Grand National pour lui rendre hommage. C'est comme ça que la GNX est née. Elle a été produite en collaboration avec McLaren et a reçu des modifications mécaniques au niveau de l'intercooler, elle a reçu également une turbohélice en céramique, un logement d'échappement de turbo élargi et une reprogrammation du calculateur plus pointue. Côté esthétique, les ailes ont été élargies et un discret becquet a été ajouté. La puissance du V6 turbocompressé atteignait désormais 276 ch à 5 000 tr/min et produisait 360 N m de couple à 3 000 tr/min. La GNX faisait déjà partie des "muscle car" les plus convoités en Amérique. Il était aussi possible de commander une version v8 5.7L carburateur développant 305 ch et 280 N m avec le modèle GNX-R.
La Grand National a été un succès, le terme "muscle car" a été réinventé par Buick et a été "rafraichi" esthétiquement au goût du jour. C'était la voiture la plus puissante du marché automobile américain pour l'année 1987, qui était capable d'abattre le dragstrip en 13 secondes. Grâce à la nouvelle technologie, plus économique et plus efficace, la génération V8 appartenait déjà au passé.

En 2024, le rappeur américain Kendrick Lamar sort GNX, dont la pochette et le nom de l’album sont une référence à la voiture sortie l’année de sa naissance, en 1987.